# Caularthron bilamellatum
Caularthron bilamellatum là một loài thực vật có hoa trong họ Lan. Loài này được (Rchb.f.) R.E.Schult. mô tả khoa học đầu tiên năm 1958.

## Hình ảnh

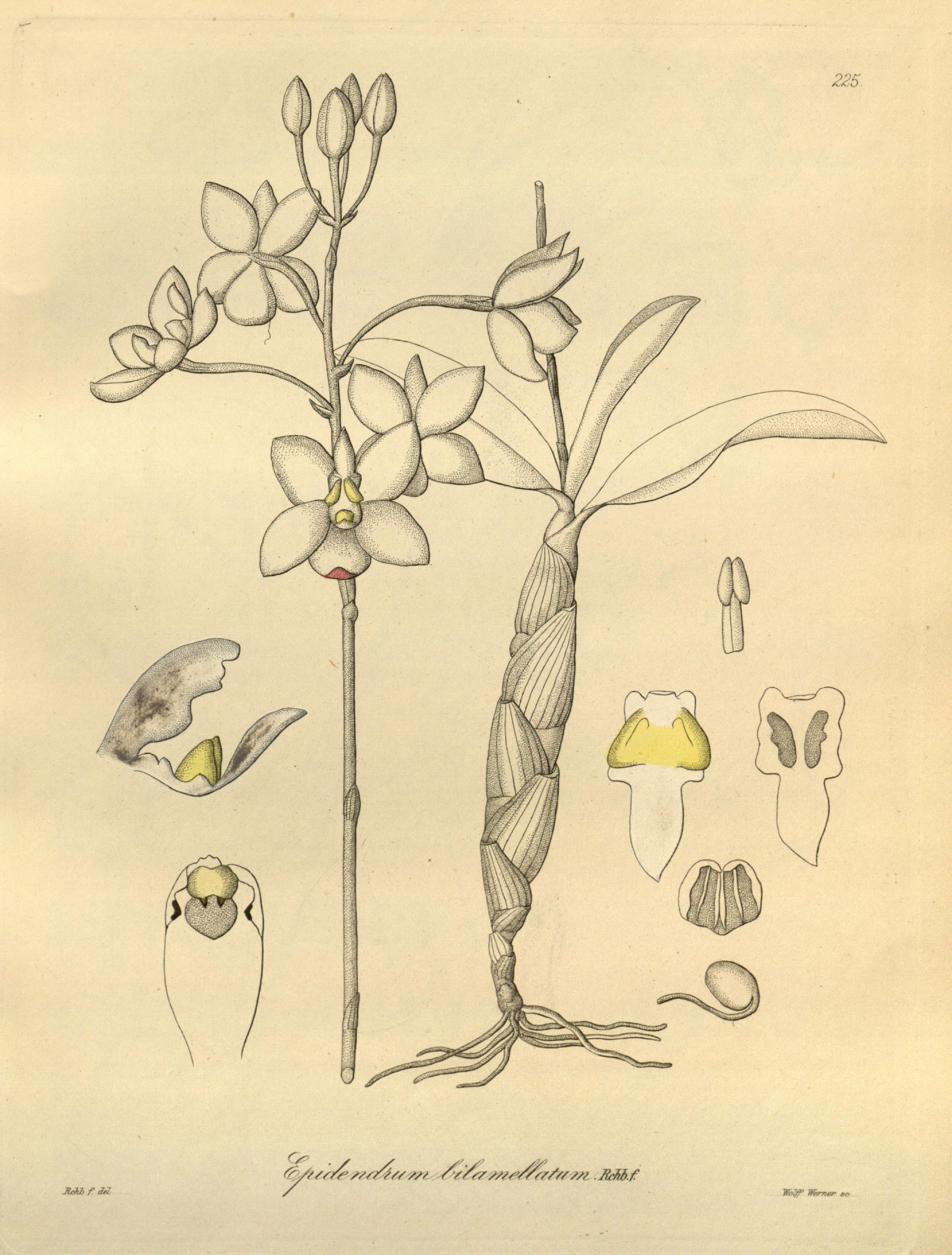